# Oliver O'Grady
Oliver Francis O'Grady (nacido en Limerick, Irlanda, el 5 de junio de 1945) es un exsacerdote católico que ha violado y maltratado a decenas de niños y preadolescentes en California desde 1973 en adelante.

## Primeros años
Nacido en Limerick, Irlanda, O'Grady fue ordenado sacerdote en un seminario en Thurles, Condado de Tipperary, a finales de la década de 1960. Emigró a los Estados Unidos en 1971. Se desempeñó como sacerdote en la Iglesia Católica de Santa Ana en Lodi, California de 1971 a 1978. Más tarde sirvió en la iglesia de la Presentación en Stockton, California; la iglesia del Sagrado Corazón en Turlock, California; la parroquia de San Andrés en San Andreas, California; y la iglesia católica de San Antonio en Hughson, California. Más tarde afirmó haber sido objeto de abusos por parte de un sacerdote a la edad de 10 años, así como de haber estado involucrado en el abuso sexual en su propia familia, como autor y como víctima.

## Crímenes
En 1993 fue declarado culpable de cuatro cargos "conducta lasciva" con dos menores de edad, los hermanos James y John Howard, y fue condenado a 14 años de prisión. El fiscal Jeff Anderson afirmó que O'Grady había abusado de los hermanos Howard en repetidas ocasiones entre 1978 y 1991, cuando estos tenían edades comprendidas entre los 3 y los 11 años. Anderson sostuvo que jerarcas de la Iglesia tenían conocimiento de que O'Grady había cometido esos abusos, pero no habían hecho nada. En 1998, un jurado civil ordenó a la Diócesis de Stockton pagar 30 millones de dólares por daños y perjuicios a los hermanos. Un juez redujo más tarde la cantidad a 7 millones de dólares. O'Grady salió en libertad condicional en 2000 después de estar encarcelado siete años y se fue a vivir en Irlanda después de haber sido deportado de los Estados Unidos.
En una declaración filmada en 2005, O'Grady reveló que había abusado de más de 25 niños en el norte de California y alrededores. Recientemente, se han presentado demandas acusando a O'Grady de abusar de niños, incluso cuando todavía estaba en el seminario en Irlanda.

## Sentencia
O’Grady acabó destituido como sacerdote, encarcelado por delitos de violación y deportado a su Irlanda natal cuando cumplió la mitad de los 14 años a los que fue condenado. Ahora recibe una pensión gracias al fondo que le contrataron sus superiores en la Iglesia; el documental sugiere que esta pensión es el agradecimiento por no haber declarado contra Mahony y haberle permitido así llegar a cardenal. 

## Deliver us from Evil("Líbranos del mal")
O'Grady es el tema del documental de 2006 Deliver us from evil ("Libranos del Mal"), nominado al Óscar. En el documental, O'Grady afirma: "Quiero prometerme a mí mismo, que ésta será la confesión más honesta de mi vida". A continuación, detalla como abusaba de los niños, y sostiene que funcionarios de la iglesia sabían acerca de sus abusos, pero lo protegían trasladándolo de parroquia en parroquia. Cuando se le preguntó si su obispo sabía que había abusado de niños en 1976 y antes, O'Grady lo confirmó, y a pesar de eso se lo nombró párroco de otra iglesia.
En la película, O’Grady habla del “apoyo” que le brindó siempre Mahony y la satisfacción de éste al creer “que habían arreglado discretamente otro problema”.
Uno de los testimonios más impactantes es, sin embargo, no el de una víctima, sino el de su padre, que se maldice por haber abierto la puerta de su casa a un delincuente. Llora ante la cámara “por haberle entregado a mi hija Ann en bandeja”; O’Grady abusó de la niña desde los 5 a los 12 años. Su padre dice haber renunciado a su fe religiosa y haber ganado un sentimiento de culpa con el que vivirá el resto de su vida.
Algunos de esos niños, ahora con 30 o 40 años cumplidos, intercalan su recuerdo en el relato del sacerdote. Cuentan sus esfuerzos por olvidar y su miedo a hablar.